# 偷書賊
《偷書賊》（英語：The Book Thief）是由澳洲小說家馬克斯·祖薩克（Markus Zusak）所創作的一部反戰小說，於2005年出版。《偷書賊》於紐約時報暢銷書榜上占據超過535週，被翻譯成63種語言，全球銷售超過1700萬冊。

## 出版
中文簡體版由孙张静譯，南海出版公司於2007年8月出版。中文正體版由呂玉嬋譯，木馬文化於2007年出版。

## 內容簡介
故事以死神為第一人稱敘述，故事發生在二次大戰期間，莉塞爾因為父母是共產主義分子，因此無能力照顧她和弟弟，只好將兩人交由別人領養，莉塞爾的弟弟在前往慕尼黑的火車路上因病死去，死神去收取莉塞爾弟弟的靈魂，這是死神第一次見到偷書賊(莉塞爾)，自此弟弟死去的陰影便常常成為莉塞爾的噩夢。在弟弟的葬禮上，莉塞爾撿到了她人生的第一本書《掘墓工人手冊》，但她並不識字，只是保管著那本書，這是偷書賊第一次的偷書。接著，莉塞爾被送去了天堂街，這個將從此改變她人生的地方，莉塞爾忍痛和親生的媽媽分開成為修伯曼和羅莎的女兒，她的養父修伯曼是一個公正客觀的好人，總是溫柔冷靜的面對一切，養母羅莎是一個看似脾氣暴躁但卻能溫柔的包容面對各種狀況強韌的女人，因為和媽媽弟弟分離而讓莉塞爾常在晚上做惡夢，每當莉塞爾做噩夢時，修伯曼會走到她身邊安撫她，在每次惡夢之後的時間就成為了修伯曼和莉塞爾的讀書時光，莉塞爾撿來的《掘墓工人手冊》成為了教材。莉塞爾也在天堂街認識了她此生最好的朋友魯迪，當時德國不時就會有空襲警報，所有人必須躲到防空洞裡，就在大家因空襲而心中充感恐懼與不安時，莉塞爾開始為大家朗讀，把文字的力量帶給了防空洞裡的每個人，讓大家的心也因此安定了下來，躲過了空襲警報。一日，養父於一次大戰時的戰友的猶太裔遺孤麥克斯前來投靠，但時藉納粹黨執政，養父只好將他藏在地下室，莉塞爾漸漸的和他成為了好友，每天為他讀書，麥克斯也自己畫了一本書送給了莉塞爾。同時莉塞爾也因為第二次的偷書讓鎮長夫人發現莉塞爾對書本的渴望，進而常常藉由莉塞爾去送還送洗衣服的時間邀請她到書房念書。後來，遺孤離開了，養父亦被徵召當兵，莉塞爾繼續在鎮長夫人處偷書看，度過了一段還算平靜的日子。後來，養父回來了，不過盟軍空襲慕尼黑，莉塞爾的養父母及朋友都躲不過這場浩劫，死神去帶走他們的靈魂時，再次見到了莉塞爾，因為莉塞爾當時躲在地下室寫下她自己的故事，而成為了唯一的倖存者。

## 獎項
- 獲頒美國圖書館協會舉辦之Pintz獎。
- 榮獲2006年Book Sense兒童文學類年度選書。
- 榮獲2006年Exclusive Books Boeke Prize獎。
- 榮獲2006年邦諾書店（Barnes&Noble）「發現新人獎」。
- 2006年亞馬遜網路書店年度選書。
- 獲頒Kathleen Mitchell青年作家獎。
- 獲頒「全國猶太圖書協會」小說獎。
- 獲頒「猶太圖書館小說獎」。
- 入選「澳洲書商年度選書」。
- 入圍美國鵝毛筆獎2006年度最佳青少年／成人小說。
- 入圍澳洲圖書產業獎「年度選書」及「文學小說」。

## 電影
電影版《偷書賊》於2013年11月上映，由英国导演Brian Percival執導。